# Karaton
Karaton (kara : « noir » et don : « culotte » en langues turques) ou Aksungur[réf. nécessaire] (« gerfaut blanc ») fut considéré comme le premier roi des Huns, de 412 à 422 environ.
En 412, Karaton reçoit l'ambassadeur byzantin Olympiodore. Olympiodore a rejoint Karaton par la mer, mais ne nous indique pas s'il s'agissait de la Mer Noire ou de la Mer Adriatique. La première solution placerait les Huns de Karaton sur la steppe pontique, alors que la seconde les disposerait sur la Plaine de Pannonie.
On pense que Karaton régna principalement sur la partie est de l'Empire hunnique.